# Diocesi di Itanagar
La diocesi di Itanagar (in latino Dioecesis Itanagarensis) è una sede della Chiesa cattolica in India suffraganea dell'arcidiocesi di Guwahati. Nel 2021 contava 83.822 battezzati su 772.964 abitanti. È retta dal vescovo Benny Varghese Edathattel.

## Territorio
La diocesi comprende i seguenti distretti dello stato di Arunachal Pradesh in India: Tawang, West Kameng, East Kameng, Papum Pare, Upper Subasini, Lower Subasini, Kurung Kamey, Kra Daadi, West Siang, East Siang e Upper Siang.
Sede vescovile è la città di Itanagar, dove si trova la cattedrale di San Giuseppe.
Il territorio è suddiviso in 42 parrocchie.

## Storia
La diocesi è stata eretta il 7 dicembre 2005 con la bolla Cum nuper di papa Benedetto XVI, ricavandone il territorio dalla diocesi di Tezpur.

## Cronotassi dei vescovi
Si omettono i periodi di sede vacante non superiori ai 2 anni o non storicamente accertati.
- John Thomas Kattrukudiyil (7 dicembre 2005 - 29 giugno 2023 ritirato)
- Benny Varghese Edathattel, dal 29 giugno 2023

## Statistiche
La diocesi nel 2021 su una popolazione di 772.964 persone contava 83.822 battezzati, corrispondenti al 10,8% del totale.
| anno | popolazione | popolazione | popolazione | presbiteri | presbiteri | presbiteri | presbiteri                | diaconi | religiosi | religiosi | parrocchie |
| anno | battezzati  | totale      | %           | numero     | secolari   | regolari   | battezzati per presbitero | diaconi | uomini    | donne     | parrocchie |
| ---- | ----------- | ----------- | ----------- | ---------- | ---------- | ---------- | ------------------------- | ------- | --------- | --------- | ---------- |
| 2005 | 101.689     | 664.895     | 15,3        | 25         | 3          | 22         | 4.067                     |         | 32        | 40        | 11         |
| 2006 | 72.000      | 670.973     | 10,7        | 37         | 13         | 24         | 1.945                     |         | 31        | 73        | 18         |
| 2013 | 75.182      | 825.590     | 9,1         | 82         | 12         | 70         | 916                       |         | 79        | 137       | 30         |
| 2016 | 80.000      | 898.000     | 8,9         | 101        | 12         | 89         | 792                       |         | 98        | 160       | 32         |
| 2019 | 82.581      | 771.564     | 10,7        | 118        | 20         | 98         | 699                       |         | 106       | 160       | 39         |
| 2021 | 83.822      | 772.964     | 10,8        | 122        | 24         | 98         | 687                       |         | 107       | 166       | 42         |